# Canton des Trois Monts
Le canton des Trois Monts est une circonscription électorale française du département de la Charente-Maritime créée par le décret du 27 février 2014 et entrée en vigueur lors des élections départementales de 2015.

## Histoire
Un nouveau découpage territorial de la Charente-Maritime entre en vigueur en mars 2015, défini par le décret du 27 février 2014, en application des lois du 17 mai 2013 (loi organique 2013-402 et loi 2013-403). Les conseillers départementaux sont, à compter de ces élections, élus au scrutin majoritaire binominal mixte. Les électeurs de chaque canton élisent au Conseil départemental, nouvelle appellation du Conseil général, deux membres de sexe différent, qui se présentent en binôme de candidats. Les conseillers départementaux sont élus pour 6 ans au scrutin binominal majoritaire à deux tours, l'accès au second tour nécessitant 12,5 % des inscrits au 1er tour. En outre la totalité des conseillers départementaux est renouvelée. Ce nouveau mode de scrutin nécessite un redécoupage des cantons dont le nombre est divisé par deux avec arrondi à l'unité impaire supérieure si ce nombre n'est pas entier impair, assorti de conditions de seuils minimaux. En Charente-Maritime, le nombre de cantons passe ainsi de 51 à 27. 
Le nouveau canton des Trois Monts est formé de communes issues des anciens cantons de Montendre (l'intégralité des 15 communes), de Montguyon (l'intégralité des 14 communes) et de Montlieu-la-Garde (l'intégralité des 13 communes). Il est entièrement inclus dans l'arrondissement de Jonzac. Le bureau centralisateur est fixé à Montendre.

## Représentation
| Période élective | Période élective | Mandat | Mandat       | Identité             | Nuance | Nuance | Qualité                                                                                            |
| ---------------- | ---------------- | ------ | ------------ | -------------------- | ------ | ------ | -------------------------------------------------------------------------------------------------- |
| 2015             | 2021             | 2015   | 2021         | Brigitte Rokvam      |        | DVD    | Pharmacienne Conseillère municipale de Montlieu-la-Garde Vice-Présidente du Conseil départemental  |
| 2015             | 2021             | 2015   | 2016 (décès) | Francis Savin        |        | LR     | Cadre commercial, maire de Saint-Pierre-du-Palais Ancien conseiller général du Canton de Montguyon |
| 2015             | 2021             | 2016   | 2021         | Bernard Seguin       |        | DVD    | Agriculteur Maire de Messac                                                                        |
| 2021             | 2028             | 2021   | en cours     | Jeanne Blanc         |        | DVG    | Infirmière libérale, maire de Cercoux                                                              |
| 2021             | 2028             | 2021   | en cours     | Yves Georges Poujade |        | DVG    | Retraité, adjoint au maire de Montendre                                                            |

### Résultats détaillés

#### Élections de mars 2015
À l'issue du 1er tour des élections départementales de 2015, trois binômes sont en ballottage : Brigitte Rokvam et Francis Savin (Union de la Droite, 38,98 %), Elisabeth Diez-Richer et Michel Ollivier (PS, 31,73 %) et Xavier Cappelaere et Pascale Ceyrat (FN, 29,28 %). Le taux de participation est de 53,53 % (9 558 votants sur 17 855 inscrits) contre 50,08 % au niveau départemental et 50,17 % au niveau national.
Au second tour, Brigitte Rokvam et Francis Savin (Union de la Droite) sont élus avec 41,3 % des suffrages exprimés et un taux de participation de 55,56 % (3 952 voix pour 9 920 votants et 17 854 inscrits).

#### Élections de juin 2021
Le premier tour des élections départementales de 2021 est marqué par un très faible taux de participation (33,26 % au niveau national). Dans le canton des Trois Monts, ce taux de participation est de 35,89 % (6 521 votants sur 18 171 inscrits) contre 33,83 % au niveau départemental. À l'issue de ce premier tour, deux binômes sont en ballottage : Jeanne Blanc et Yves Georges Poujade (DVG, 39,36 %) et Brigitte Quantin et Bernard Seguin (DVD, 36,61 %).
Le second tour des élections est marqué une nouvelle fois par une abstention massive équivalente au premier tour. Les taux de participation sont de 34,3 % au niveau national, 34,56 % dans le département et 38,01 % dans le canton des Trois Monts. Jeanne Blanc et Yves Georges Poujade (DVG) sont élus avec 50,79 % des suffrages exprimés (3 234 voix pour 6 910 votants et 18 179 inscrits),,.

## Composition
Le canton des Trois Monts comprend quarante-deux communes entières.
| Nom                               | Code Insee | Intercommunalité         | Superficie (km2) | Population (dernière pop. légale) | Densité (hab./km2) | Modifier                                    |
| --------------------------------- | ---------- | ------------------------ | ---------------- | --------------------------------- | ------------------ | ------------------------------------------- |
| Montendre (bureau centralisateur) | 17240      | CC de la Haute Saintonge | 25,06            | 3 226 (2022)                      | 129                | modifier les données · modifier les données |
| La Barde                          | 17033      | CC de la Haute Saintonge | 21,25            | 496 (2022)                        | 23                 | modifier les données · modifier les données |
| Bedenac                           | 17038      | CC de la Haute Saintonge | 40,23            | 689 (2022)                        | 17                 | modifier les données · modifier les données |
| Boresse-et-Martron                | 17054      | CC de la Haute Saintonge | 11,19            | 203 (2022)                        | 18                 | modifier les données · modifier les données |
| Boscamnant                        | 17055      | CC de la Haute Saintonge | 13,98            | 336 (2022)                        | 24                 | modifier les données · modifier les données |
| Bran                              | 17061      | CC de la Haute Saintonge | 4,14             | 140 (2022)                        | 34                 | modifier les données · modifier les données |
| Bussac-Forêt                      | 17074      | CC de la Haute Saintonge | 34,78            | 1 079 (2022)                      | 31                 | modifier les données · modifier les données |
| Cercoux                           | 17077      | CC de la Haute Saintonge | 41,88            | 1 289 (2022)                      | 31                 | modifier les données · modifier les données |
| Chamouillac                       | 17081      | CC de la Haute Saintonge | 8,19             | 369 (2022)                        | 45                 | modifier les données · modifier les données |
| Chartuzac                         | 17092      | CC de la Haute Saintonge | 2,38             | 164 (2022)                        | 69                 | modifier les données · modifier les données |
| Chatenet                          | 17095      | CC de la Haute Saintonge | 9,64             | 217 (2022)                        | 23                 | modifier les données · modifier les données |
| Chepniers                         | 17099      | CC de la Haute Saintonge | 28,21            | 694 (2022)                        | 25                 | modifier les données · modifier les données |
| Chevanceaux                       | 17104      | CC de la Haute Saintonge | 21,77            | 1 087 (2022)                      | 50                 | modifier les données · modifier les données |
| Clérac                            | 17110      | CC de la Haute Saintonge | 43,08            | 1 026 (2022)                      | 24                 | modifier les données · modifier les données |
| La Clotte                         | 17113      | CC de la Haute Saintonge | 17,84            | 708 (2022)                        | 40                 | modifier les données · modifier les données |
| Corignac                          | 17118      | CC de la Haute Saintonge | 11,57            | 328 (2022)                        | 28                 | modifier les données · modifier les données |
| Coux                              | 17130      | CC de la Haute Saintonge | 13,21            | 484 (2022)                        | 37                 | modifier les données · modifier les données |
| Expiremont                        | 17156      | CC de la Haute Saintonge | 5,66             | 120 (2022)                        | 21                 | modifier les données · modifier les données |
| Le Fouilloux                      | 17167      | CC de la Haute Saintonge | 29,55            | 760 (2022)                        | 26                 | modifier les données · modifier les données |
| La Genétouze                      | 17173      | CC de la Haute Saintonge | 37,03            | 220 (2022)                        | 5,9                | modifier les données · modifier les données |
| Jussas                            | 17199      | CC de la Haute Saintonge | 9,11             | 153 (2022)                        | 17                 | modifier les données · modifier les données |
| Mérignac                          | 17229      | CC de la Haute Saintonge | 4,41             | 235 (2022)                        | 53                 | modifier les données · modifier les données |
| Messac                            | 17231      | CC de la Haute Saintonge | 7,24             | 104 (2022)                        | 14                 | modifier les données · modifier les données |
| Montguyon                         | 17241      | CC de la Haute Saintonge | 18,18            | 1 636 (2022)                      | 90                 | modifier les données · modifier les données |
| Montlieu-la-Garde                 | 17243      | CC de la Haute Saintonge | 31,60            | 1 263 (2022)                      | 40                 | modifier les données · modifier les données |
| Neuvicq                           | 17260      | CC de la Haute Saintonge | 22,72            | 408 (2022)                        | 18                 | modifier les données · modifier les données |
| Orignolles                        | 17269      | CC de la Haute Saintonge | 13,66            | 715 (2022)                        | 52                 | modifier les données · modifier les données |
| Le Pin                            | 17276      | CC de la Haute Saintonge | 2,46             | 71 (2022)                         | 29                 | modifier les données · modifier les données |
| Polignac                          | 17281      | CC de la Haute Saintonge | 4,64             | 161 (2022)                        | 35                 | modifier les données · modifier les données |
| Pommiers-Moulons                  | 17282      | CC de la Haute Saintonge | 9,60             | 212 (2022)                        | 22                 | modifier les données · modifier les données |
| Pouillac                          | 17287      | CC de la Haute Saintonge | 4,59             | 288 (2022)                        | 63                 | modifier les données · modifier les données |
| Rouffignac                        | 17305      | CC de la Haute Saintonge | 14,62            | 427 (2022)                        | 29                 | modifier les données · modifier les données |
| Saint-Aigulin                     | 17309      | CC de la Haute Saintonge | 28,36            | 1 884 (2022)                      | 66                 | modifier les données · modifier les données |
| Saint-Martin-d'Ary                | 17365      | CC de la Haute Saintonge | 8,61             | 471 (2022)                        | 55                 | modifier les données · modifier les données |
| Saint-Martin-de-Coux              | 17366      | CC de la Haute Saintonge | 15,71            | 459 (2022)                        | 29                 | modifier les données · modifier les données |
| Saint-Palais-de-Négrignac         | 17378      | CC de la Haute Saintonge | 18,51            | 417 (2022)                        | 23                 | modifier les données · modifier les données |
| Saint-Pierre-du-Palais            | 17386      | CC de la Haute Saintonge | 12,93            | 335 (2022)                        | 26                 | modifier les données · modifier les données |
| Sainte-Colombe                    | 17319      | CC de la Haute Saintonge | 4,38             | 110 (2022)                        | 25                 | modifier les données · modifier les données |
| Souméras                          | 17432      | CC de la Haute Saintonge | 6,26             | 374 (2022)                        | 60                 | modifier les données · modifier les données |
| Sousmoulins                       | 17433      | CC de la Haute Saintonge | 7,70             | 214 (2022)                        | 28                 | modifier les données · modifier les données |
| Tugéras-Saint-Maurice             | 17454      | CC de la Haute Saintonge | 13,77            | 383 (2022)                        | 28                 | modifier les données · modifier les données |
| Vanzac                            | 17458      | CC de la Haute Saintonge | 6,39             | 191 (2022)                        | 30                 | modifier les données · modifier les données |
| Canton des Trois Monts            | 1727       |                          | 686,09           | 24 146 (2022)                     | 35                 | modifier les données                        |

## Démographie
En 2022, le canton comptait 24 146 habitants, en évolution de +1,22 % par rapport à 2016 (Charente-Maritime : +4,04 %, France hors Mayotte : +2,11 %).
| 2013   | 2018   | 2022   |
| ------ | ------ | ------ |
| 23 703 | 23 884 | 24 146 |